# Adam Andersson
Adam Andersson (Göteborg, 11 november 1996) is een Zweeds voetballer, die doorgaans speelt als rechtervleugelverdediger. Andersson verruilde BK Häcken in januari 2021 voor Rosenborg BK. Andersson is sedert januari 2019 Zweeds international.

## Clubcarrière
Andersson doorliep de jeugdreeksen van Västra Frölunda IF en BK Häcken. Op 5 juli 2015 maakte Andersson zijn debuut op het hoogste Zweedse niveau. Zes minuten voor tijd kwam hij Nasiru Mohammed vervangen in de thuiswedstrijd tegen Helsingborgs IF die met 3–2 werd gewonnen. Op 9 april 2016 scoorde hij het openingsdoelpunt in de thuiswedstrijd tegen IFK Norrköping wat ook zijn eerste doelpunt in de hoogste afdeling betrof. De wedstrijd werd uiteindelijk met 1–2 verloren.

## Clubstatistieken
| Seizoen | Club      | Competitie  | Competitie | Competitie | Beker | Beker | Internationaal | Internationaal | Totaal | Totaal |
| Seizoen | Club      | Competitie  | Wed.       | Dlp.       | Wed.  | Dlp.  | Wed.           | Dlp.           | Wed.   | Dlp.   |
| ------- | --------- | ----------- | ---------- | ---------- | ----- | ----- | -------------- | -------------- | ------ | ------ |
| 2015    | BK Häcken | Allsvenskan | 7          | 0          | 0     | 0     | —              | —              | 7      | 0      |
| 2016    | BK Häcken | Allsvenskan | 16         | 1          | 3     | 0     | —              | —              | 19     | 1      |
| 2017    | BK Häcken | Allsvenskan | 8          | 1          | 2     | 2     | —              | —              | 10     | 3      |
| 2018    | BK Häcken | Allsvenskan | 23         | 0          | 4     | 2     | 4              | 0              | 31     | 2      |
| 2019    | BK Häcken | Allsvenskan | 9          | 2          | 0     | 0     | —              | —              | 9      | 2      |
| Totaal  | Totaal    | Totaal      | 63         | 4          | 9     | 4     | 4              | 0              | 76     | 8      |

Bijgewerkt op 19 mei 2019.

## Interlandcarrière
Op 8 januari 2019 maakte hij zijn debuut bij de nationale ploeg. Door bondscoach Janne Andersson mocht hij 27 minuten voor tijd Jonathan Augustinsson komen vervangen in de wedstrijd tegen Finland. De wedstrijd werd met 0–1 verloren.